# جيري فرانكلين
جيري فرانكلين (بالإنجليزية: Jerry Franklin)‏ هو لاعب كرة قدم أمريكية أمريكي، ولد في 10 يناير 1988 في صنسيت في الولايات المتحدة.

## وصلات خارجية
- جيري فرانكلين على موقع مرجع كرة القدم المحترفة.كوم (الإنجليزية)